# DRG ET 168 sorozat
A DRG ET 168 sorozat egy német villamos motorvonat, mely a berlini S-Bahn-on közlekedett. 1925 és 1926 között gyártotta a Linke-Hofmann, O&K, Wegmann és a WUMAG.

## Képgaléria

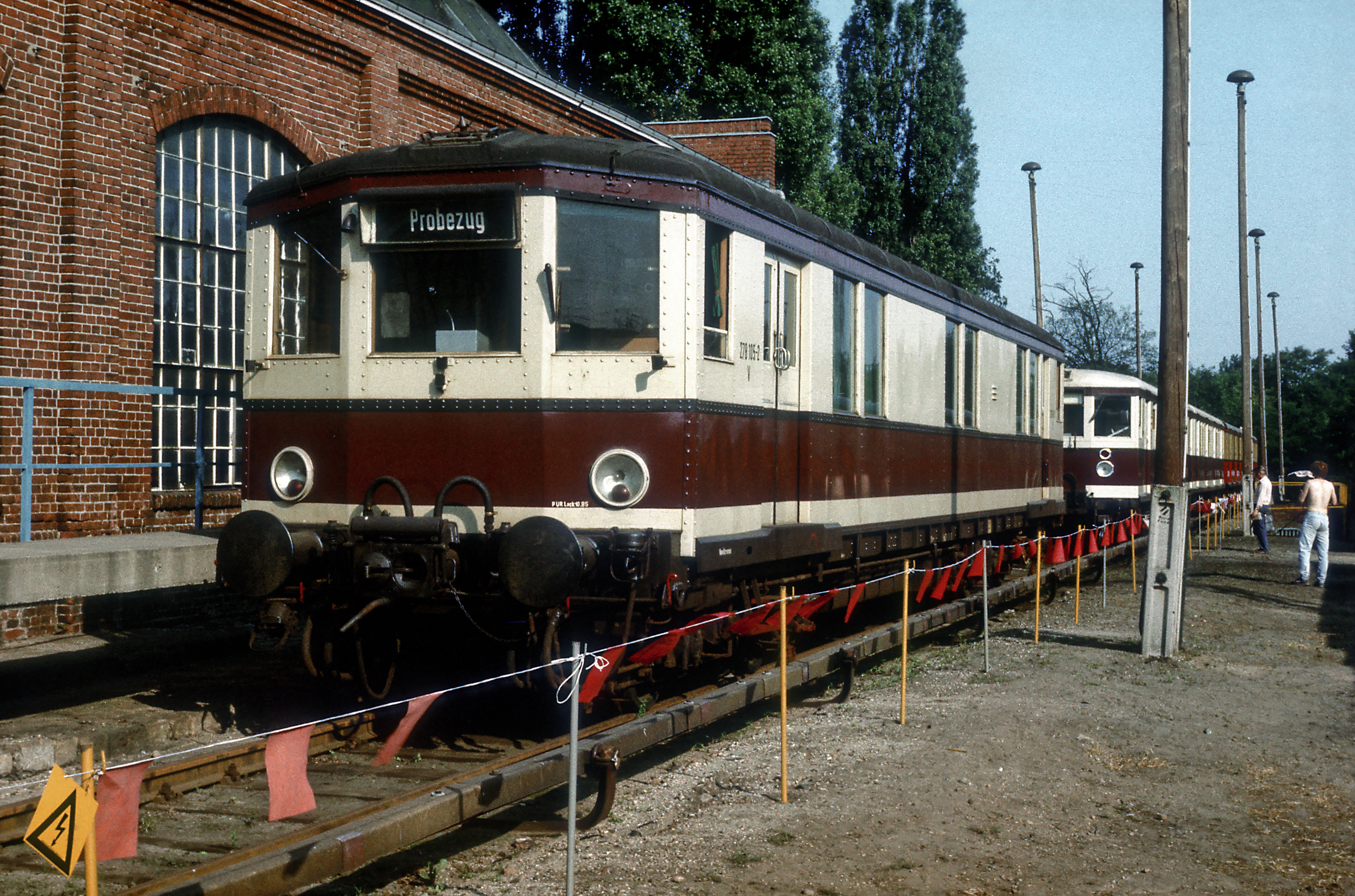
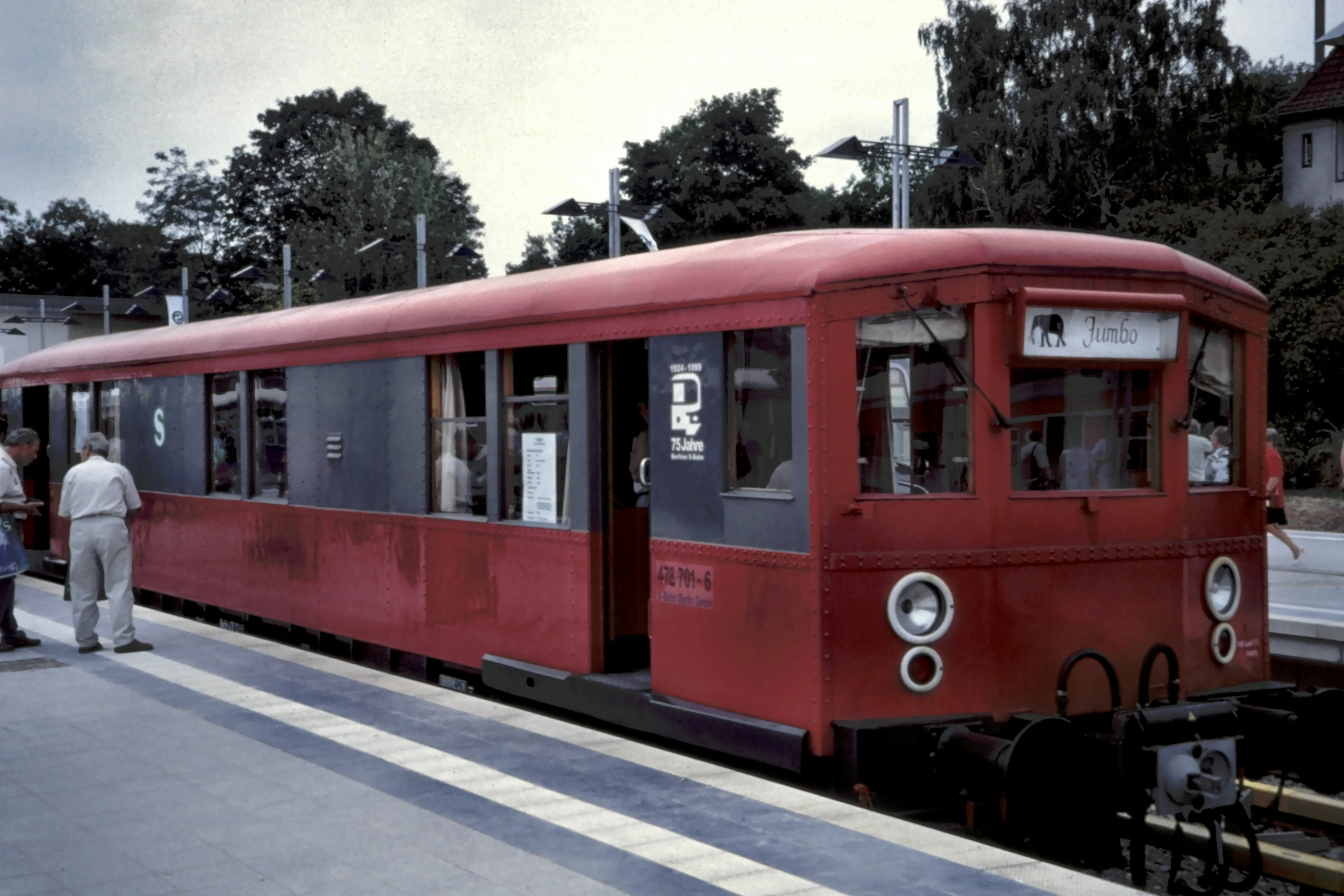
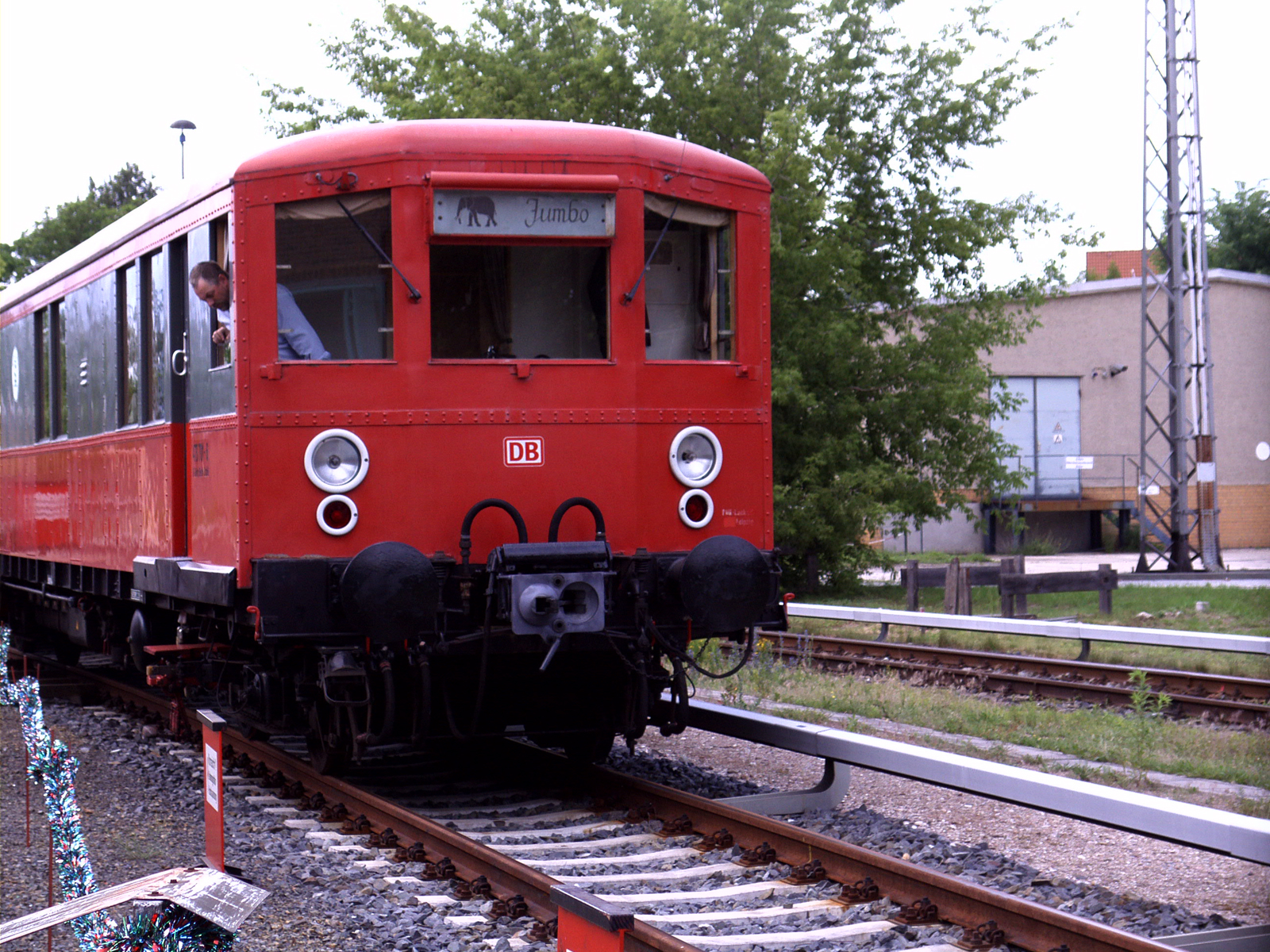
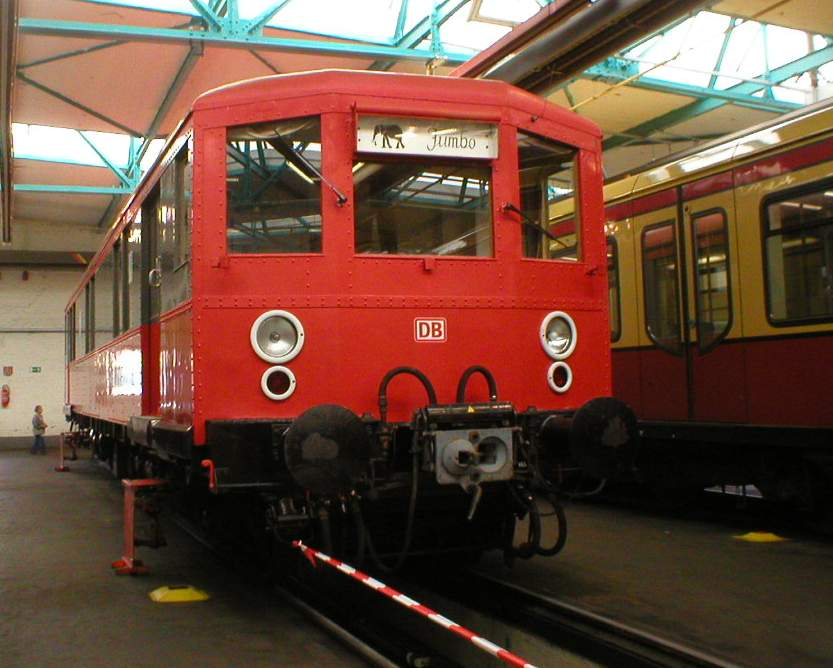
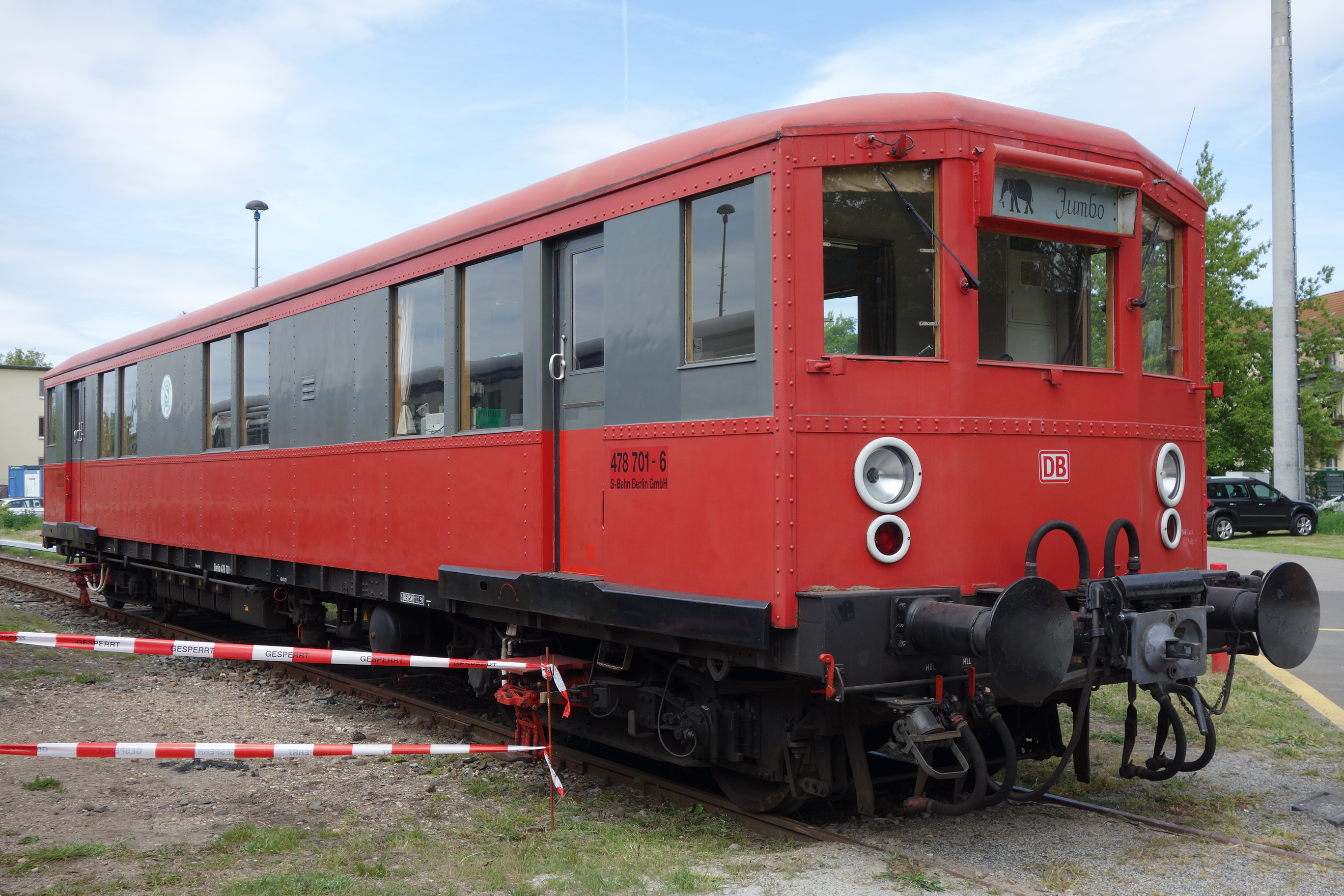